# Hungarian International 2022
Die Hungarian International 2022 fanden vom 2. bis zum 5. November 2022 in Budapest statt. Es war die 46. Auflage dieser internationalen Meisterschaften von Ungarn im Badminton (unter Einbeziehung der ausgefallenen Veranstaltung 2020 war es die 47. Auflage).

## Sieger und Platzierte
| Disziplin    | Gold                              | Silber                             | Bronze                               |
| ------------ | --------------------------------- | ---------------------------------- | ------------------------------------ |
| Herreneinzel | Lee Chia-hao                      | Lin Chun-yi                        | Jan Louda                            |
| Herreneinzel | Lee Chia-hao                      | Lin Chun-yi                        | Victor Svendsen                      |
| Dameneinzel  | Kaloyana Nalbantova               | Frederikke Lund                    | Romane Cloteaux-Foucault             |
| Dameneinzel  | Kaloyana Nalbantova               | Frederikke Lund                    | Ágnes Kőrösi                         |
| Herrendoppel | Lin Yu-chieh Su Li-wei            | Andreas Søndergaard Mads Thøgersen | Maël Cattoen Lucas Renoir            |
| Herrendoppel | Lin Yu-chieh Su Li-wei            | Andreas Søndergaard Mads Thøgersen | Rasmus Espersen Kristian Kræmer      |
| Damendoppel  | Abbygael Harris Annie Lado        | Lizzie Tolman Hope Warner          | Anne Fuglsang Laura Fløj Thomsen     |
| Damendoppel  | Abbygael Harris Annie Lado        | Lizzie Tolman Hope Warner          | Kirsten de Wit Alyssa Tirtosentono   |
| Mixed        | Brian Wassink Alyssa Tirtosentono | Steven Stallwood Hope Warner       | Kristian Kræmer Amalie Cecilie Kudsk |
| Mixed        | Brian Wassink Alyssa Tirtosentono | Steven Stallwood Hope Warner       | Mihajlo Tomić Anđela Vitman          |